# ジャニーズファミリークラブ
ジャニーズファミリークラブ→ファミリークラブは、SMILE-UP.（旧ジャニーズ事務所）に所属する各タレントの公式ファンクラブの母体となる組織である。本部は東京都渋谷区渋谷1-10-10 ミヤマスタワーB1F （2006年4月1日から）。また、ジャニーズJr.（現・Jr.）のオーディションの受け付けも行っている。
原則として、CDデビューを果たし、タレントまたはグループの活動が認められた場合、そのタレントまたはグループごとにファンクラブが発足される。発足時期はデビュー発表後からデビュー4年後などグループによって異なる。
元は「ジャニーズ事務所後援会」と称し、タレントまたはグループごとに「サークル」（または「ファミリー」・「後援会」）が各地に結成された。ジャニーズJr.の「サークル」もあった。1980年に「ジャニーズファミリークラブ」に名称変更した後はジャニーズJr.のファンクラブに相当する「ジャニーズJr.情報局」も設置された。
2023年10月17日より、ジャニーズ事務所がSMILE-UP.に社名を変更したことに伴い、「ジャニーズ」の冠を外した「ファミリークラブ」へと名称を暫定的に変更。ジャニーズファミリークラブの展示スペースも一時休館となる。
2024年4月9日、SMILE-UP.はこの日を以って「FAMILY CLUB Official Site」の終了をファンクラブ会員限定メール伝言板で発表した。以後のSMILE-UP.所属のアーティスト情報はSTARTO ENTERTAINMENTの公式サイトで同月10日以降確認できることとした。
2024年10月2日、SMILE-UP.（旧ジャニーズ事務所）は、公式サイトを更新し、ファンクラブ事業を新会社のFAMILY CLUBに変更したことを発表した。SMILE-UP.は今年4月、ファンクラブ事業「ファミリークラブ」の分社、独立を表明し、8月26日に詳細を発表していた。

## 活動しているファンクラブ
2025年5月現在。特に表記のないものは、グループ名がファンクラブ名。
- TOKIO
- 嵐
- NEWS
- SUPER EIGHT（FC名：SUPER EIGHT with EIGHTER）
- KAT-TUN
- Hey! Say! JUMP
- Kis-My-Ft2
- timelesz
- A.B.C-Z
- WEST.
- King & Prince
- SixTONES
- Snow Man
- なにわ男子
- Travis Japan
- Aぇ! group
- 木村拓哉（FC名: C&C）
- 20th Century
- 中島健人（FC名: I AM:U）
- Jr.（FC名: ジュニア情報局）

## 閉会したファンクラブ
- 川﨑麻世（FC名：FAN ＆ MAYO）
- 「Communication Super 3」（たのきんトリオ（田原俊彦・近藤真彦・野村義男（THE GOOD-BYE)の合同ファンクラブ）
- 田原俊彦（「CS3」解散後、単独で結成された）
- 近藤真彦（「CS3」解散後、単独で結成された）
- ひかる一平（FC名：Happy Going IPPEI）
- シブがき隊（FC名：「YMF」）
- 光GENJI（FC名：★★GenJi）
- 男闘呼組
- 赤坂晃（光GENJI解散後、単独で結成された）
- 佐藤アツヒロ（光GENJI解散後、単独で結成された）
- You&J
  - NEWS、関ジャニ∞、KAT-TUN、グループを脱退した後の赤西仁、山下智久の合同ファンクラブであり、グループ脱退後の内博貴の公演申し込みも行なわれていた。
  - 2012年2月発行の会報にてYou&Jの解体を発表、その後You&Jからのお知らせより、会員に好きなメンバー1名を選ばせ、そのメンバーが属するグループ名義（山下智久はソロ名義）の単独ファンクラブへ移行することが2012年4月に発表され、You&Jは4月30日をもって閉会された。同年6月頃から関ジャニ∞、KAT-TUN、NEWS、山下智久の順で、いずれもカード型の新会員証が届いた。
  - 赤西仁は「海外での活動もあり、現行のファンクラブの活動は困難」との判断により個人のメールサービスへ移行し、2012年5月分以降の会費も返金された。内博貴はグループ脱退後ジャニーズJr.の一員となったため、You&Jからの移行対象外となった。
- SMAP
  - 2016年12月31日をもってグループが解散するのにともない、翌2017年1月半ばに閉会した。余った会費は月割りで返金された。
  - 2016年8月から新規申込み・継続手続きともにできなくなった。
  - 2017年1月、会員への返金の連絡とともに、「中居正広・木村拓哉・稲垣吾郎・草彅剛・香取慎吾の活動を応援していただけるサービスをご提供すべく、現在準備を進めております」との告知がなされたものの、その後同年9月、稲垣、草彅、香取は事務所を退所。同年11月19日、木村のメール情報サービス開始。中居については「準備中」と告知されていたが、中居は2020年3月31日に事務所を退所した。
- タッキー&翼
  - 2018年9月10日付けでグループ解散に伴い、新規会員募集停止、12月31日付で閉会。
- 山下智久
  - 2020年10月31日付けでジャニーズ事務所を退所したのに伴い、同日で閉会。尚、退所については週刊誌報道後の11月10日に会員に報告された。
- 少年隊（FC名：少年隊Q&A）
  - 2020年12月31日付けでメンバーの錦織一清、植草克秀のジャニーズ事務所退所に伴い、11月30日にて会員募集停止、12月31日付で閉会。
- V6
  - 2021年11月1日にグループが解散するのに伴い、9月30日に新規会員募集を停止、11月1日に閉会。
- 三宅健
  - 2023年5月2日付けでジャニーズ事務所を退所したのに伴い、同日で閉会。
- 岡田准一
  - 2023年11月30日付けで事務所を退所したのに伴い、同日で閉会。
- 東山紀之
  - 2023年12月31日付けで芸能界を引退したのに伴い、同日で閉会。
- KinKi Kids（FC名：[Ki]×3）
  - 2024年4月にメンバーそれぞれの個人ファンクラブを開設したのに伴い、2024年4月30日をもって閉会。

## 会員特典
- オリジナル・メンバーズカードの発行（シリアルナンバー入り）
- 会報の発行（年4回発行）
- コンサート・舞台のチケット優先予約
- テレビ番組・ラジオ番組・映画試写会等のイベントの観覧募集
- 会員サイトでの動画視聴
- 会報では間に合わない最新情報をメールまたはハガキで案内する「伝言板サービス」
- ファンクラブから記念品が贈られることがある。

## ファンクラブ会員証
会員証はグループごとに形態を変えている。
- TOKIO：カード（当初は丸型エンブレム）
- 嵐：カード
- NEWS：カード
- SUPER EIGHT：カード
- KAT-TUN：カード
- Hey! Say! JUMP：カード
- Kis-My-Ft2：チェンジング式3Dカード
- timelesz：カード
- A.B.C-Z：カード
- WEST.：カード
- King & Prince：カード
- SixTONES：カード
- Snow Man：カード

（閉会したファンクラブ）
- Communication Super 3：カード
- シブがき隊：カード
- 光GENJI：カード（「光」バージョンと「GENJI」バージョンの2タイプ）
- 男闘呼組：ネックレス
- You&J：厚型プラスチックプレートキーホルダー（色は赤と黒と青の3種類）
- SMAP：カード（当初はキーホルダー型）
- タッキー&翼：カード（当初はキーライト型）
- 山下智久：カード
- 少年隊：カード（当初はキーホルダー型カード）
- V6：キーホルダー
- 東山紀之：カード
- KinKi Kids：カード

## 会報
会報は、基本的に年4回発行されているが、合併号として2号分の発行期間で1冊発行する場合がある。サイズは、A5を縦長に半分にした短冊形となっている。また、嵐が会報を1年間に11回発行したこともある
グループによって紙質が異なる。
紙面はオールカラーで、主なコンテンツはタレント本人のインタビューと写真である。会員からの手紙やイラストの投書が掲載されているものもある。個人コーナーや企画立案などグループごとに内容は様々である。コンサートや舞台のチケット優先販売の告知が掲載されることもある。近年ではQRコードが記載されていることがあり、読み取ることで動画を視聴できる。
SMAPの年末年始発行号は、会報がカレンダー式となる年もあり、その場合はインタビューは掲載されない時もあった。
You&Jの会報は3グループのうちの1つをピックアップする方式や、その時期に行っているコンサートや舞台のレポートなどで構成されていたが、年4回中の1回は1つのグループが全く掲載されないこともあった。
SixTONES、Snow Man、なにわ男子、ジャニーズJr.情報局の会報は「デジタル会報」となっており、パソコンやスマートフォンから会員専用サイトにログイン後、会報を閲覧できるようになっている。

## コンサート・舞台のチケット優先予約
他のアーティストのファンクラブと同様に、特典としてタレント・グループが出演するコンサート・舞台のチケットの優先予約がある。チケットの告知、販売は、同属会社である「ヤング・コミュニケーション コンサート事務局」に委託している。
2016年頃からは、ジャニーズファミリークラブの会員サイト上で、チケット販売の告知と申し込みと当落確認、デジタルチケットの表示を行うようになった。舞台など一部デジタルチケットに対応していない公演では、紙チケットが郵送される。2016年頃までは、チケットの申し込みは郵便振込で行われ、当落の確認は電話で行い、紙チケットが郵送されていた。
ファンクラブ会員であれば、基本的には公演数に制限がなく申し込むことができる（つまり、1公演ごとの申込枚数内であれば、全公演申し込むことができる）。ただし嵐のコンサートや堂本光一の『SHOCK』公演などのように、現在の会員数より当選会員数が大幅に下回る場合は、1公演もしくは2公演のみの申込となる場合がある。
申込をしても抽選となるため、必ず希望通りの公演のチケットを入手できるわけではない。また、タレントが出演する全てのコンサートや舞台が販売されるわけではなく、取り扱いを行わない公演もある。
コンサートチケットはファンクラブ会員優先で販売されるため、「コンサートや舞台に行きたいがために、ファンクラブに入会している」会員も多い。それだけでなく、チケットの当選確率を上げるために家族や知人の名義を借りて複数口入会している会員もいるが、これはファンクラブの規約違反である。
チケット申込の注意欄に「追加公演にてご当選の場合があります」との注意書きがあることが多い。その場合、本人の意向に関係なく、申し込んだ公演と別の公演が当選することがある。

## ファミリークラブ窓口
渋谷の宮益坂のファミリークラブの窓口では、観覧募集の受付、ファンレターの受け取り等を行っている。また、ファミリークラブ窓口でしか見ることのできない、タレントのオリジナル映像が放映されている。

## ジャニーズジュニア情報局
ファンクラブが結成されていないグループや、ジャニーズJr.のメンバーを応援したい人たちのために「ジャニーズジュニア情報局」というサービスを行っている。長年無料のメールマガジンとして運営されていたが、2016年11月にジャニーズJr.ファンクラブが開設された際、ファンクラブの名称に「ジャニーズジュニア情報局」が使用されることとなり、同時に無料メルマガは廃止となった。
情報局の会員になると、会員限定のメンバーからのメッセージ動画が視聴できたり、メンバーの出演するコンサートや舞台のチケット優先販売や観覧募集に申し込むことができる。また、ファンクラブが結成されているタレントの公演にメンバーが出演する際、その公演の優先申込ができる時がある。
ISLANDTVやYouTubeなどジャニーズJr.における動画コンテンツの多様化に伴い、2020年1月1日より会員サイトにおいて動画コンテンツの掲載内容が大幅に変更され、ライブ動画や掲載から1年以上が経過した動画は掲載を終了した。

## 情報サービス
ファンクラブが閉会された後、およびファンクラブが結成されていなくてもジャニーズJr.を卒業したタレントの情報提供を希望する人のために、電子メールでコンサートや舞台の公演情報、チケットの優先販売、観覧募集などの告知を行っている。個人情報の登録はジャニーズ事務所公式サイト「Johnny's net」の各アーティストページから行う。無料のサービスで、登録料、会費、情報料等はない。
2017年10月、「メール情報サービス」の呼称となり、内海光司、佐野瑞樹、生田斗真、内博貴、中山優馬、風間俊介、屋良朝幸、長谷川純の情報提供を開始。同年11月19日から木村拓哉、2018年3月13日から浜中文一、ふぉ〜ゆ〜、2020年6月20日から林翔太の情報提供も開始された。佐野については2018年12月31日をもって事務所を退所したため、翌年1月に情報サービスを終了。木村については2020年7月26日にファンクラブが発足したため、情報サービスは終了した。